# زایر خضرخان اهرمی
شهید زایر خضرخان اهرمی ملقب به امیر اسلام از همرزمان رئیسعلی دلواری در نبرد علیه نیروهای انگلیس بسال ۱۳۳۳ه‍. ق. در جنگ اول جهانی در دلوار و بوشهر در جنوب ایران.

## زندگی‌نامه
شهید زایر خضرخان اهرمی، فرزند حاج محمدعلی متولد (۱۲۸۰ ه‍.ق/ ۱۲۴۱ خورشیدی) در روستای شمشیری دهستان باغک تنگستان، از مخالفین حضور انگلستان در جریان اشغال بوشهر در جنگ جهانی اول که در آن ایام ضابط منطقه تنگستان بود. همزمان با مبارزات رئیس علی دلواری و پس از شهید شدن او مقاومت در مقابل اشغالگران را ادامه داد.
در سال ۱۲۹۷ خورشیدی شهید زائرخضرخان اهرمی به کمک شیخ حسین خان چاه کوتاهی (سالار اسلام) و غضنفرالسلطنه برازجانی مانع عبور انگلیسها از تنگستان و رفتن به برازجان شد. در این جنگ شهید زائر به کوه‌های خائیز پناهنده شد و پس از یکسال سرانجام موفق شد به اهرم بازگشته و ضابطی آنجا را برعهده گیرد.
وی به واسطه شدت فشارهای استعمارگران انگلیسی مدتی در کوه‌های خائیز به سر می‌برد، سرانجام به دست یکی از نزدیکانش و به همراه پسرش سام میرزا در سال (۱۳۴۱ ه‍.ق/ ۱۳۰۱ ش) در شهر اهرم به شهادت رسید.
قلعه کلات در اهرم از او به یادگار مانده که هم‌اکنون جای گلوله توپ جنگی انگلیسی‌ها بر دیواره آن هویداست؛ قلعه‌ای که مدتی اسرای انگلیسی در عین احترام برای معاوضه با اسرای خودی در آن نگهداری می‌شدند.
جای قلعه کلات: استان بوشهر، شهرستان تنگستان، شهر اهرم، محله کلات.